# Springerville, Arizona
Springerville je gradić u američkoj saveznoj državi Arizona. Prema popisu stanovništva iz 2010. u njemu je živjelo 1,961 stanovnika.